# Ulica Teofila Ociepki w Katowicach
Ulica Teofila Ociepki w Katowicach – ulica w katowickiej dzielnicy Janów-Nikiszowiec. Rozpoczyna swój bieg przy skrzyżowaniu z ulicą Oswobodzenia. Biegnie około 406 metrów w kierunku południowo-zachodnim, po czym droga ta zmienia nazwę na ulicę Zamkową.

## Opis

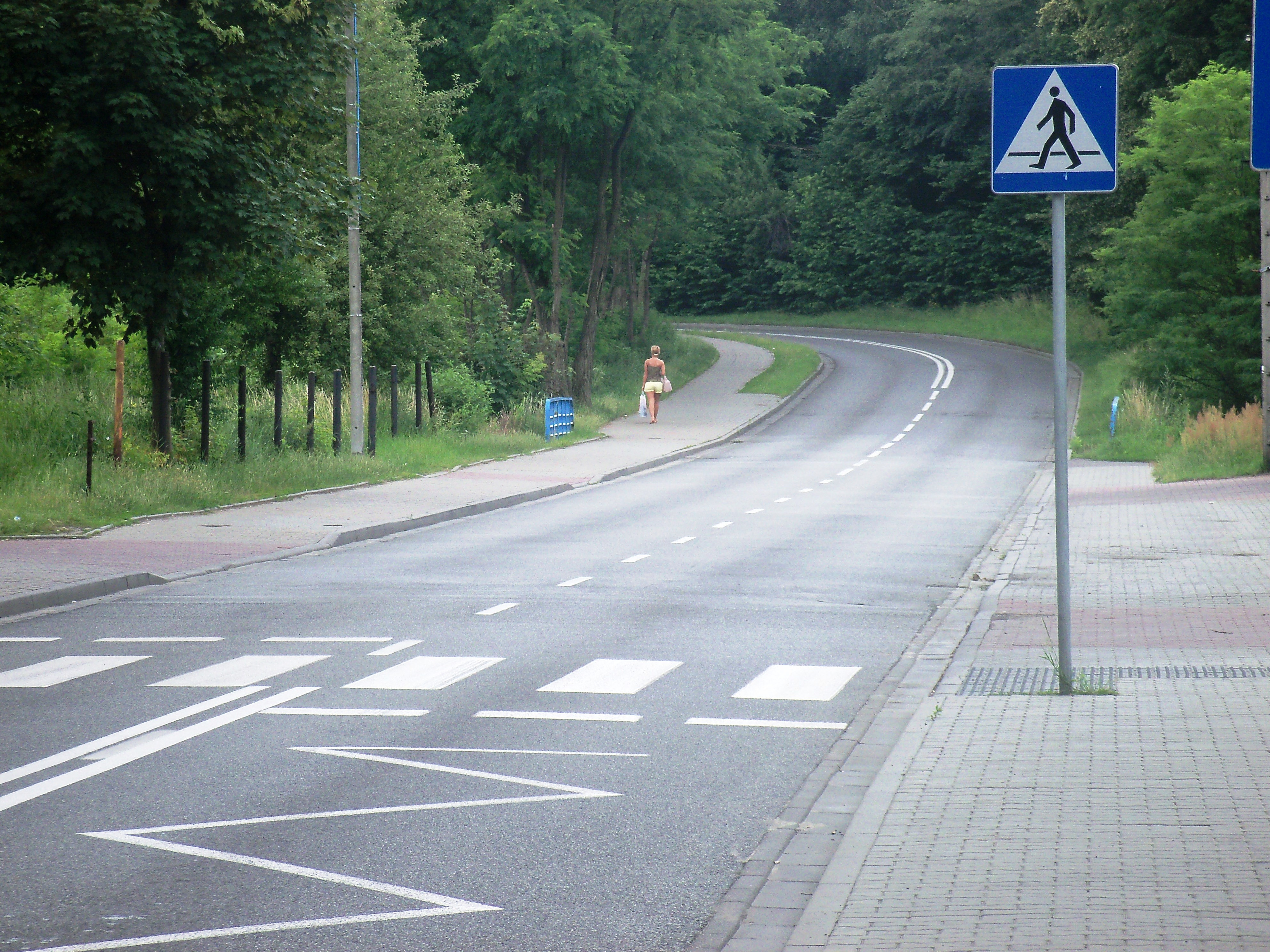
Ulica w stronę Nikiszowca

Droga, biegnąca śladem dzisiejszej ulicy Teofila Ociepki, istniała już w XIX wieku. Jest zaznaczona na mapie z 1904 roku.
W latach PRL-u droga nosiła nazwę ul. Rewolucji Październikowej. W 1959 roku do nowego budynku przy ówczesnej ul. Rewolucji Październikowej przeniesiono Zakład Leczniczo-Zapobiegawczy (ZLZ). Od lat siedemdziesiątych XX wieku pod numerem 2 (budynek dawnego szpitala miejskiego/zakaźnego) działała przychodnia, przejęta w 1999 roku przez Unię Bracką. W budynku spotykała się Grupa Janowska.  W 2009 roku miasto wydzierżawiło obiekt Hospicjum Cordis.
Ulica posiada długość 406 m i powierzchnię 2 430 m². Jej patronem jest Teofil Ociepka – pochodzący z Janowa malarz nieprofesjonalny, członek Grupy Janowskiej. Tereny przy ul. T. Ociepki są niezagospodarowane. W 2003 roku ulicę zmodernizowano – położono nową nawierzchnię mineralno-bitumiczną.
Ulicą kursują autobusy ZTM. Swoją siedzibę przy ul. Teofila Ociepki mają: firmy handlowo-usługowe, Zakładowa Przychodnia Rehabilitacyjna Spółdzielni Inwalidów „Przemysłowa” oraz Fundacja Pomocy Dzieciom i Młodzieży Niepełnosprawnej im. św. Stanisława Kostki.

## Obiekty zabytkowe

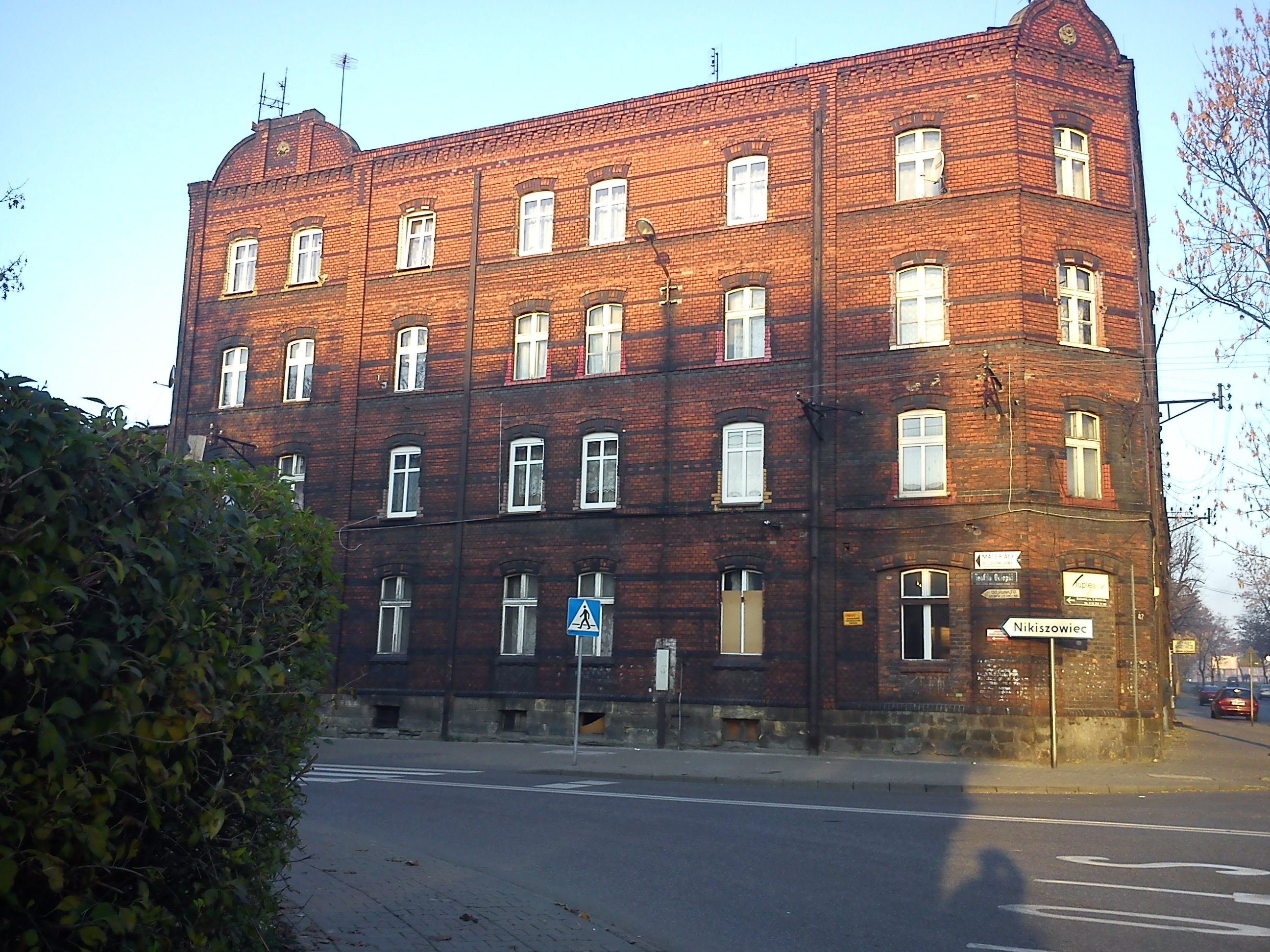
Narożna kamienica mieszkalna na rogu ul. Oswobodzenia 42 i ul. T. Ociepki

Przy ulicy T. Ociepki znajdują się następujące historyczne obiekty:
- budynek szpitala z otaczającą zielenią (ul. T. Ociepki 2), wzniesiony w stylu funkcjonalizmu; obecnie Hospicjum Cordis;
- domy tradycyjne w ogrodach (ul. T. Ociepki 5, 13 i 15);
- dom mieszkalny (ul. T. Ociepki 7);
- narożna kamienica mieszkalna (ul. Oswobodzenia 42; róg z ul. T. Ociepki), wybudowana pod koniec XIX wieku w stylu historyzmu ceglanego prostego.